# Roucamps
Roucamps is een plaats en voormalige gemeente in het Franse departement Calvados in de regio Normandië en telt 145 inwoners (1999). De plaats maakt deel uit van het arrondissement Vire.
De gemeente fuseerde op 1 januari 2017 met Aunay-sur-Odon, Bauquay, Campandré-Valcongrain, Danvou-la-Ferrière, Ondefontaine en Le Plessis-Grimoult tot de commune nouvelle Les Monts d'Aunay.

## Geografie
De oppervlakte van Roucamps bedraagt 5,4 km², de bevolkingsdichtheid is 26,9 inwoners per km².
De onderstaande kaart toont de ligging van Roucamps met de belangrijkste infrastructuur en aangrenzende gemeenten.

## Demografie
Onderstaande figuur toont het verloop van het inwonertal (bron: INSEE-tellingen).
Vanwege een beveiligingsprobleem met de MediaWiki Graph-software is het momenteel niet mogelijk deze grafiek weer te geven. Zodra de software is bijgewerkt zal de grafiek vanzelf weer zichtbaar worden.
Aunay-sur-Odon · Bauquay · Campandré · Danvou-la-Ferrière · Ondefontaine · Le Plessis-Grimoult · Roucamps · Valcongrain